# Солотозеро
Солотозеро — озеро на территории Чёлмужского сельского поселения Медвежьегорского района Республики Карелии.

## Общие сведения
Площадь озера — 1,9 км², площадь водосборного бассейна — 10,2 км². Располагается на высоте 178,0 метров над уровнем моря.
Форма озера лопастная, продолговатая: вытянуто с северо-запада на юго-восток. Берега изрезанные, каменисто-песчаные, местами заболоченные.
Из озера вытекает река Пала, протекающая Палозеро и втекающая в реку Выг.
В озере расположено не менее трёх десятков безымянных островов различной площади, однако их количество может варьироваться в зависимости от уровня воды.
Код объекта в государственном водном реестре — 02020001211102000006842.